# Landgoed Lonnekermeer
Het Landgoed Lonnekermeer is een 98 hectare groot landgoed gelegen tussen Enschede, Hengelo en Oldenzaal rond twee kleine meren. Het werd in het jaar 2000 aangekocht door Landschap Overijssel en wordt sindsdien beheerd als natuurgebied. In 2013 werd het aangewezen als Natura 2000-gebied. 

## Geschiedenis
De textielfabrikant Otto Stork stichtte in 1902 een landgoed op de natte heide waar enkele decennia eerder twee zandgaten waren gegraven ten behoeve van de aanleg van de Twentse spoorlijnen (Hengelo – Bad Bentheim en Enschede – Oldenzaal). Tussen de twee meertjes die als gevolg daarvan waren ontstaan liet hij architect Karel Muller in chaletstijl Villa Lonnekermeer bouwen. Leonard Springer tekende het ontwerp voor de inrichting van het landgoed. Het bestond uit een combinatie van een formele en de Engelse landschapsstijl. Percelen met heide, bos en hooimaten wisselden elkaar af. Ook kwam er een boerderij en een boswachtershuis. In het jaar 2000 verkocht de familie Stork het landgoed aan Landschap Overijssel.

## Beheer
Rond 2020 zijn maatregelen getroffen om verdroging, vermesting door stikstof en versnippering van het gebied tegen te gaan. Om de waterhuishouding te verbeteren werden greppels gedicht en de Blankenbellingsbeek ondieper en breder gemaakt. Om verdamping van vocht te verminderen is meer dan zes hectare aan douglassparren en lariksen geveld. De heide, die er vroeger al was, kwam daar weer terug. De zaadbank was ter plaatse deels nog aanwezig. Om verruiging tegen te gaan zijn ook bomen bij de oude hooimaten verwijderd. De biodiversiteit verbeterde daardoor. Blauwgrasland-soorten namen toe. In meertjes en vennen is de verlanding tegengegaan door verwijderen van massaal groeiende waterlelie en gele plomp. Zeer veel slib werd uitgebaggerd om de onderwatervegetatie te bevorderen. Ook hier werden indien noodzakelijk bomen verwijderd. Om verdere verdroging in de toekomst tegen te gaan zou het gemiddelde grondwaterpeil nog ten minste dertig centimeter omhoog moeten.

## Natura 2000
Lonnekermeer (zonder het woord Landgoed) is op 4 mei 2013 aangewezen als Natura 2000-gebied. Het Lonnekermeer-gebied bestond in 2013 naast de meren en enkele vennen uit beken, bos en hooimaten. 

## Gedichten
Op het landgoed zijn door Rotaryclub Hengelo gedichten en verzen van de Twentse  dichter Willem Wilmink geplaatst die de liefde voor het Twentse land uitdragen.